# エピクロス

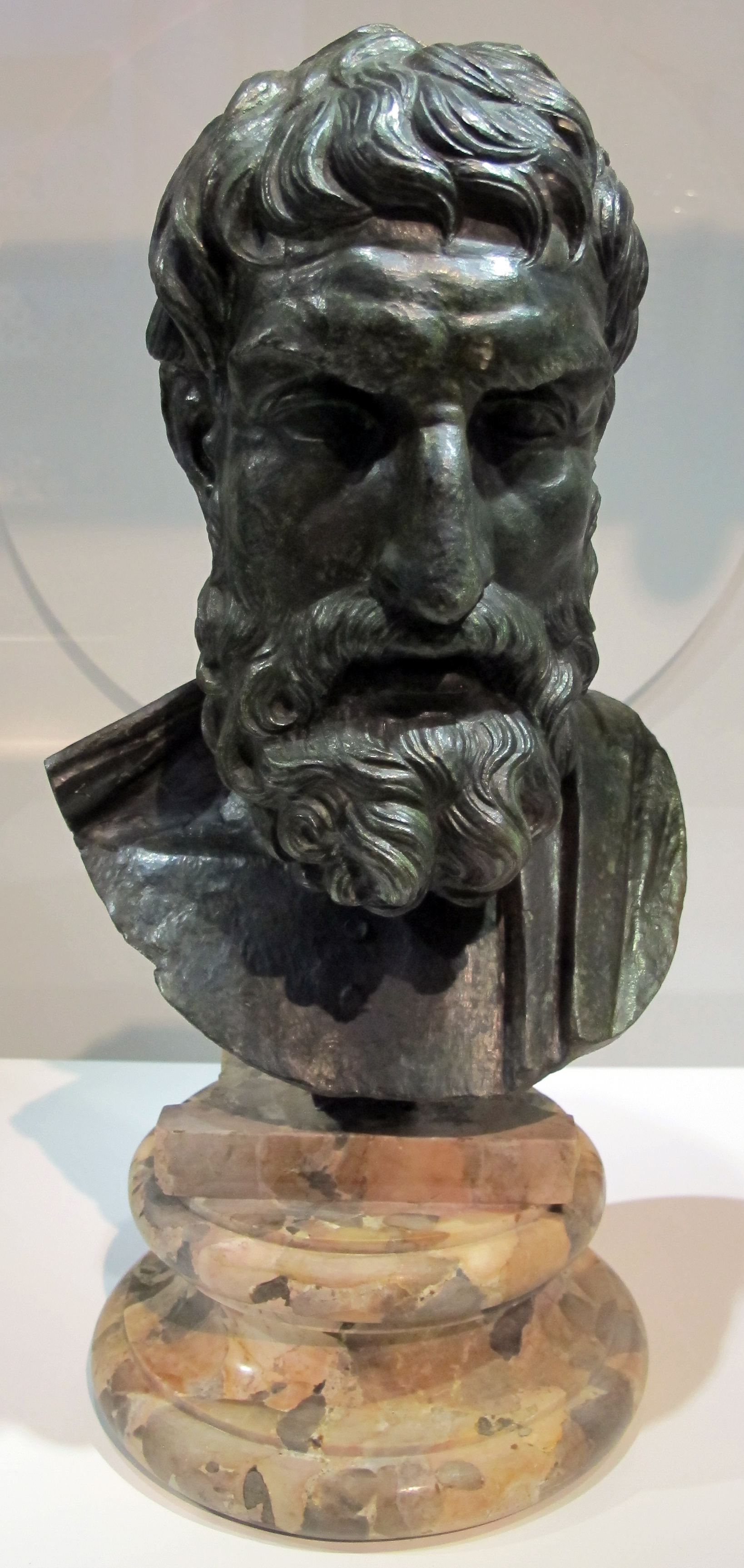
エピクロスの胸像（パピルス荘より出土）

エピクロス（古希: Επίκουρος、古代ギリシア語ラテン翻字: Epíkouros、紀元前341年 – 紀元前270年）は、快楽主義などで知られる古代ギリシアのヘレニズム期の哲学者。エピクロス派の始祖である。
現実の煩わしさから解放された状態を「快」として、人生をその追求のみに費やすことを主張した。後世、エピキュリアン=快楽主義者という意味に転化してしまうが、エピクロス自身は肉体的な快楽とは異なる精神的快楽を重視しており、肉体的快楽をむしろ「苦」と考えた。

## 生涯
エピクロスはアテナイの植民地であったサモス島に、紀元前341年に生まれた。エピクロスの両親は、アテナイ人入植者であり、父は教師であったが、家族の生活は貧しかった。
当時アテナイ人の青年には2年間の兵役義務があり、紀元前323年エピクロスも18歳の時、アテナイへ上京した。この時アカデメイアでクセノクラテスの、またリュケイオンでテオプラストスの講義を聞いたと言われる。
2年のアテナイ滞在後、エピクロスは家族のもとに戻るが、サモス島のアテナイ人入植者は、アレクサンドロス大王の後継者ペルディッカスによって弾圧され、対岸の小アジアのコロポンに避難していた。コロポンの家族と合流した後、デモクリトス派の哲学者ナウシパネスの門下で学んだと思われる。
紀元前311年、エピクロスはレスボス島で自身の学校を開くが迫害を受け、翌年には小アジア北方のラムプサコスに移り、のちのエピクロス派を支える弟子たちを迎えた。
紀元前307年か紀元前306年には、エピクロスは弟子たちとともにアテナイへ移った。ここで郊外の庭園付きの小さな家を購入し、そこで弟子たちと共同生活を始めた。いわゆる「エピクロスの園」である。このエピクロスの学園は万人に開かれ、ディオゲネス・ラエルティオスは哲学者列伝の中で、この学園の聴講生として何人かの遊女の名前を記録している。
エピクロスはこの後、友人を訪ねる数度の旅行以外は、アテナイのこの学園で過ごした。紀元前270年、エピクロスは72歳でこの世を去った。

## その後
「エピクロスの園」は、レスボス島以来の高弟ヘルマルコスが引き継いだ。この学園は、エピクロス学派の拠点としてその後も長くつづき、カエサルの時代には第14代目の学頭が継承していたと言う。
カエサルの時代の古代ローマでは、ルクレティウスやピロデモスによりエピクロス主義が流行した。当時の遺跡「パピルス荘」からはエピクロスの胸像が出土している。プリニウスは『博物誌』で、エピクロスの胸像の流行について記している。

## 学説

### 自然思想と認識論
エピクロスの自然思想は、原子論者であったデモクリトスに負っている。つまりそれ以上分割できない粒子である原子と空虚から、世界が成り立つとする。
そうした存在を把握する際に用いられるのが感覚であり、エピクロスはこれは信頼できるものだとみなし、認識に誤りが生じるのはこの感覚経験を評価する際に行われる思考過程によるものだとした。
こうした彼の認識論は、後述する彼の倫理学説の理論的基盤となっている。たとえば彼は「死について恐れる必要はない」と述べているが、その理由として、死によって人間は感覚を失うのだから、恐怖を感じることすらなくなるのであり、それゆえ恐れる必要はないといった主張を行っている。このように「平静な心（ataraxiaアタラクシア）」を追求することを是とした彼の倫理学説の淵源は、彼の自然思想にあると言える。

### 倫理学
エピクロスは、幸福を人生の目的とした。これは人生の目的を徳として、幸福はその結果に過ぎないとしたストア派の反対である。
倫理に関してエピクロスは「快楽こそが善であり人生の目的だ」という考えを中心に置いた主張を行っており、彼の立場は一般的に快楽主義という名前で呼ばれている。ここで注意すべきは、彼の快楽主義は帰結主義的なそれであって、快楽のみを追い求めることが無条件に是とされるものではない点が重要である。すなわち、ある行為によって生じる快楽に比して、その後に生じる不快が大きくなる場合には、その行為は選択すべきでない、と彼は主張したのである。
より詳しく彼の主張を追うと、彼は欲求を、自然で必要な欲求（たとえば友情、健康、食事、衣服、住居を求める欲求）、自然だが不必要な欲求（たとえば大邸宅、豪華な食事、贅沢な生活）、自然でもなく必要でもない欲求（たとえば名声、権力）、の三つに分類し、このうち自然で必要な欲求だけを追求し、苦痛や恐怖から自由な生活を送ることが良いと主張し、こうして生じる「平静な心（アタラクシア）」を追求することが善だと規定した。こうした理想を実現しようとして開いたのが「庭園」とよばれる共同生活の場を兼ねた学園であったが、そこでの自足的生活は一般社会との関わりを忌避することによって成立していたため、その自己充足的、閉鎖的な特性についてストア派から激しく批判されることになった。
このようにエピクロスによる快楽主義は、自然で必要な欲望のみが満たされる生活を是とする思想であったが、しばしば欲望充足のみを追求するような放埒な生活を肯定する思想だと誤解されるようになった。しかしこうした生活については、エピクロス自身によって「メノイケウス宛の手紙」の中で、放埒あるいは性的放縦な享楽的生活では快がもたらされないとして否定的な評価が与えられている。

## 著作
プラトンとアリストテレス以外の古代ギリシアの哲学者たちの著作は完全な形では現存せず、多くはさまざまな文献に引用された断片のみ後世に伝えられたが、エピクロスも例外ではない。ただし、古代ギリシア哲学者について主要な資料のひとつとなっている、ディオゲネス・ラエルティオスの『ギリシア哲学者列伝』は、多くの哲学者について、断片や風説を紹介するにとどまるのに、エピクロスについては最後の章を丸ごと当てて、エピクロスについての評伝と彼が書いたと伝えられる手紙、主要教説を収録している。
- ヘロドトス宛の手紙（英語版）
- ピュトクレス宛の手紙
- メノイケウス宛の手紙
- 主要教説

岩波文庫に訳された『エピクロス：教説と手紙』は、これに加え、1888年にバチカンの写本から発見された断片と、後の人々がエピクロスの言葉として引用した断片とをまとめて収録したものである。
「パピルス荘」からは『自然について』のパピルス断片が出土した。
主要著作一覧
『列伝』10巻27-28に列挙されている主要著作は、以下の通り。
- 自然について 37巻
- アトム(原子)と空虚について
- エロースについて
- 自然学者たちに対する反論の要綱
- メガラ派への反論
- 問題集
- 主要教説
- 選択と忌避について
- (人生の)目的について
- (真理の)規準(クリーテーリオン)について、あるいは基準論(カノーン)
- カイレデモス
- 神々について
- 敬虔について
- ヘゲシアナクス
- 様々な生き方について 4巻
- 正しい行為について
- ネオクレス - テミスタに宛てて
- 饗宴
- エウリュロコス - メトロドロスに宛てて
- 視覚について
- アトムの中の角(かど)について
- 触覚について
- 宿命について
- 感情に関する諸説 - ティモクラテスへの反論
- 予知に関すること
- 哲学のすすめ
- 映像(エイドーロン)について
- 表象について
- アリストブーロス
- 音楽について
- 正義やその他の徳について
- 贈物と感謝について
- ポリュメデス
- ティモクラテス 3巻
- メトロドロス 5巻
- アンティドロス 2巻
- 病気に関する諸説 - ミトラスへの反論
- カリストラス
- 王制について
- アネクシメネス
- 書簡集

## 思想の背景
彼は「隠れて生きよ」と述べたが、その背景にはマケドニアによる反体制者の処刑、政治活動や思想への弾圧などアテネの不穏な社会情勢があったと言われている。

## 語録
- 「死はわれわれにとっては無である。われわれが生きている限り死は存在しない。死が存在する限りわれわれはもはや無い」
- 「われにパンと水さえあれば、神と幸福を競うことができる」
- 「われわれが快楽を必要とするのは、ほかでもない、現に快楽がないために苦痛を感じている場合なのであって、苦痛がない時には、我々はもう快楽を必要としない」

## 日本語文献
- 『エピクロス 教説と手紙』 出隆、岩崎允胤訳（岩波文庫, 1959）ISBN 4003360613。他にワイド版2002
- 『エピクロス 自然について 他』 朴一功、和田利博訳（京都大学学術出版会 西洋古典叢書, 2025）ISBN 4814005598

関連書籍
- ディオゲネス・ラエルティオス『ギリシア哲学者列伝（下）』加来彰俊訳（岩波文庫, 1994）ISBN 4003366336
- 『後期ギリシア哲学者資料集』山本光雄、戸塚七郎訳編（岩波書店, 1985）ISBN 4000007904
- 日下部吉信 『西洋古代哲学史』（昭和堂, 1981）ISBN 4812287111
- ジャン・ブラン『エピクロス哲学』有田潤訳（白水社 文庫クセジュ, 1960）、度々再版